# Georges Pintens
Georges Pintens (Anversa, 15 ottobre 1946) è un ex ciclista su strada belga, professionista dal 1968 al 1976.
Specialista delle corse in linea, si impose in classiche come Amstel Gold Race, Liegi-Bastogne-Liegi e Gand-Wevelgem. Nel 1971 fece suo anche il Tour de Suisse.

## Palmarès
- 1967 (dilettanti)

1ª tappa Etoile Hennuyere
3ª tappa Etoile Hennuyere
Paris-Roubaix Espoirs
- 1968

12ª tappa Tour de France
Omloop van de Westkust-De Panne
- 1969

Rund um den Finanzplatz Eschborn-Frankfurt
- 1970

Hoeilaart-Diest-Hoeilaart
Amstel Gold Race
Circuit de la région vinicole
9ª tappa, 1ª semitappa Circuit des Six Provinces
4ª tappa, 2ª semitappa Tour de Luxembourg
- 1971

Milano-Torino
Gand-Wevelgem
2ª tappa Tour de Suisse
Classifica generale Tour de Suisse
Druivenkoers-Overijse
- 1972

Grand Prix de Menton
Circuit du Hageland
Grand Prix Betekom
Gran Premio del Canton Argovia
Circuit de la Vallée de la Senne
- 1973

2ª tappa Vuelta a Andalucía
Classifica generale Vuelta a Andalucía
Rund um den Finanzplatz Eschborn-Frankfurt
Omloop van West-Brabant
Grand Prix Regio
- 1974

Liegi-Bastogne-Liegi
- 1975

Circuit de Wallonie
- 1976

8ª tappa Vuelta a España

### Altri successi
- 1968

3ª tappa Tour de France (Cronosquadre)
Kermesse di Willebroek
- 1970

Kermesse di Boom
Kermesse di Oostduinkerke
- 1972

Criterium di Dworp
- 1973

Prologo Giro del Belgio (Cronosquadre)
Leimentalrundfahrt - Criterium di Oberwil
- 1975

Criterium di Duffel

## Piazzamenti

### Grandi Giri
- Tour de France

1968: 12º
1969: ritirato
1970: 10º
1971: ritirato
1974: 30º
- Giro d'Italia

1971: ritirato
1972: 37º
- Vuelta a España

1976: ritirato

### Classiche monumento
- Milano-Sanremo

1970: 150º
1971: 16º
1974: 26º
1976: 80º
- Giro delle Fiandre

1970: 18º
1971: 71º
1975: 29º
- Parigi-Roubaix

1968: 30º
1971: 10º
1972: 36º
1973: 17º
1974: 17º
1975: 24º
1976: 12º
- Liegi-Bastogne-Liegi

1968: 20º
1970: 5º
1971: 2º
1972: 5º
1973: 8º
1974: vincitore
1975: 14º
- Giro di Lombardia

1969: 6º
1971: 5º

### Competizioni mondiali
- Campionati del mondo

Leicester 1970 - In linea: 68º
Mendrisio 1971 - In linea: 5º